# Athlétisme aux Jeux asiatiques de 1962
Navigation
Édition précédente Édition suivante
Les épreuves d'athlétisme aux Jeux asiatiques de 1962 se sont déroulées à Jakarta, en Indonésie.

## Résultats

### Hommes
| Épreuve           | Or                                                                  | Or                 | Argent                                                                  | Argent            | Bronze                                                                   | Bronze            |
| ----------------- | ------------------------------------------------------------------- | ------------------ | ----------------------------------------------------------------------- | ----------------- | ------------------------------------------------------------------------ | ----------------- |
| 100 m             | Mohammad Sarengat Indonésie                                         | 10 s 5             | Mani Jegathesan Malaisie                                                | 10 s 6            | Rogelio Onofre Philippines                                               | 10 s 7            |
| 200 m             | Mani Jegathesan Malaisie                                            | 21 s 3 (CR)        | Hideo Iijima Japon                                                      | 21 s 5            | Mohammad Sarengat Indonésie                                              | 21 s 6            |
| 400 m             | Milkha Singh Inde                                                   | 46 s 9             | Makhan Singh Inde                                                       | 47 s 5            | Kimitada Hayase Japon                                                    | 48 s 3            |
| 800 m             | Mamoru Morimoto Japon                                               | 1 min 52 s 6       | Daljit Singh Inde                                                       | 1 min 52 s 6      | Amrit Pal Inde                                                           | 1 min 53 s 4      |
| 1 500 m           | Mohinder Singh Inde                                                 | 3 min 48 s 6 (CR)  | Amrit Pal Inde                                                          | 3 min 50 s 1      | Satsuo Iwashita Japon                                                    | 3 min 51 s 5      |
| 5 000 m           | Mubarak Shah Pakistan                                               | 14 min 27 s 2 (CR) | Saburo Yokomizo Japon                                                   | 14 min 30 s 2     | Tarlok Singh Inde                                                        | 14 min 31 s 4     |
| 10 000 m          | Tarlok Singh Inde                                                   | 30 min 21 s 4 (CR) | Teruo Funai Japon                                                       | 30 min 21 s 6     | Gurnam Singh Indonésie                                                   | 30 min 47 s 2     |
| 110 m haies       | Mohammad Sarengat Indonésie                                         | 14 s 3 (CR)        | Ghulam Raziq Pakistan                                                   | 14 s 3 (CR)       | Hirokazu Yasuda Japon                                                    | 14 s 4            |
| 400 m haies       | Keiji Ogushi Japon                                                  | 52 s 2 (CR)        | Keiko Iijima Japon                                                      | 52 s 4            | Karu Selvaratnam Malaisie                                                | 53 s 4            |
| 3 000 m steeple   | Mubarak Shah Pakistan                                               | 8 min 57 s 8 (CR)  | Saburo Yokomizo Japon                                                   | 8 min 58 s 8      | Zenji Okuzawa Japon                                                      | 9 min 09 s 6      |
| 4 × 100 m         | Philippines Remegio Vista Isaac Gomez Claro Pellosis Rogelio Onofre | 41 s 3             | Japon Hideo Iijima Kiyoshi Asai Takeo Tamura Takayuki Okazaki           | 41 s 5            | Malaisie Mani Jegathesan V. Vijiaratnam Shahrudin Mohd Ali Thor Gim Soon | 41 s 5            |
| 4 × 400 m         | Inde Daljit Singh Jagdish Singh Makhan Singh Milkha Singh           | 3 min 10 s 2 (CR)  | Malaisie Mani Jegathesan Karu Selvaratnam Rahim Ahmad Victor Asirvatham | 3 min 13 s 8      | Japon Kimitada Hayase Keiji Ogushi Mamoru Morimoto Keiko Iijima          | 3 min 14 s 6      |
| Marathon          | Masayuki Nagata Japon                                               | 2 h 34 min 54 s 2  | Muhammad Yusaf Pakistan                                                 | 2 h 43 min 02 s 0 | Myitung Naw Birmanie                                                     | 2 h 49 min 57 s 1 |
| Saut en hauteur   | Kuniyoshi Sugioka Japon                                             | 2,08 m (CR)        | Nagalingam Ethirveerasingam Ceylan                                      | 1,98 m            | Ciriaco Baronda Philippines                                              | 1,95 m            |
| Saut à la perche  | Hisao Morita Japon                                                  | 4,40 m (CR)        | Kuniaki Yamazuki Japon                                                  | 4,40 m (CR)       | Allah Ditta Pakistan                                                     | 4,10 m            |
| Saut en longueur  | Takayuki Okazaki Japon                                              | 7,41 m             | Kaihei Oda Japon                                                        | 7,36 m            | Awang Papilaya Indonésie                                                 | 7,25 m            |
| Triple saut       | Koji Sakurai Japon                                                  | 15,57 m            | Tomio Ota Japon                                                         | 15,37 m           | Awang Papilaya Indonésie                                                 | 14,70 m           |
| Lancer du poids   | Teruo Itokawa Japon                                                 | 15,57 m (CR)       | Dinshaw Irani Inde                                                      | 14,99 m           | Joginder Singh Inde                                                      | 14,91 m           |
| Lancer du disque  | Shozo Yanagawa Japon                                                | 47,71 m (CR)       | Parduman Singh Brar Inde                                                | 47,01 m           | Shohei Kaneko Japon                                                      | 46,21 m           |
| Lancer du marteau | Noboru Okamoto Japon                                                | 63,88 m (CR)       | Takeo Sugawara Japon                                                    | 61,66 m           | Muhammed Iqbal Pakistan                                                  | 59,18 m           |
| Lancer du javelot | Takashi Miki Japon                                                  | 74,56 m (CR)       | Muhammad Nawaz Pakistan                                                 | 74,16 m           | Hideta Kanai Japon                                                       | 70,68 m           |
| Décathlon         | Gurbachan Singh Randhawa Inde                                       | 6 739 pts          | Shosuke Suzuki Japon                                                    | 6 195 pts         | Cyril Perera Malaisie                                                    | 5 575 pts         |

### Femmes
| Épreuve           | Or                                                                       | Or                | Argent                                                          | Argent       | Bronze                                                | Bronze       |
| ----------------- | ------------------------------------------------------------------------ | ----------------- | --------------------------------------------------------------- | ------------ | ----------------------------------------------------- | ------------ |
| 100 m             | Mona Sulaiman Philippines                                                | 11 s 8 (CR)       | Ikuko Yoda Japon                                                | 12 s 3       | Takako Inokuchi Japon                                 | 12 s 3       |
| 200 m             | Mona Sulaiman Philippines                                                | 24 s 5            | Haruko Yamazaki Japon                                           | 25 s 7       | Nirmala Dissanayake Ceylan                            | 25 s 8       |
| 800 m             | Chizuko Tanaka Japon                                                     | 2 min 18 s 2 (CR) | Ryoko Hirano Japon                                              | 2 min 18 s 4 | Soewatini Indonésie                                   | 2 min 20 s 8 |
| 80 m haies        | Ikuko Yoda Japon                                                         | 11 s 5            | Francisca Sañopal Philippines                                   | 11 s 9       | Kiyoko Shimada Japon                                  | 11 s 9       |
| 4 × 100 m         | Philippines Aida Molinos Francisca Sañopal Inocencia Solis Mona Sulaiman | 48 s 6 (CR)       | Japon Haruko Yamazaki Takako Inokuchi Kiyoko Shimada Ikuko Yoda | 48 s 6 (CR)  | Indonésie Soeratmi Ernawati Tomasoa Wiewiek Machwijar | 50 s 5       |
| Saut en hauteur   | Kinuko Tsutsumi Japon                                                    | 1,60 m (CR)       | Myint Myint Aye Birmanie                                        | 1,50 m       | —                                                     |              |
| Saut en hauteur   | Kinuko Tsutsumi Japon                                                    | 1,60 m (CR)       | Tiparpan Leenasean Thaïlande                                    | 1,50 m       | —                                                     |              |
| Saut en longueur  | Sachiko Kishimoto Japon                                                  | 5,75 m            | Fumiko Ito Japon                                                | 5,71 m       | Maureen Ann Lee Malaisie                              | 5,31 m       |
| Lancer du poids   | Seiko Obonai Japon                                                       | 14,04 m (CR)      | Yasuko Matsuda Japon                                            | 13,71 m      | Mona Sulaiman Philippines                             | 11,97 m      |
| Lancer du disque  | Keiko Murase Japon                                                       | 45,90 m (CR)      | Seiko Obonai Japon                                              | 40,98 m      | Josephine de la Viña Philippines                      | 37,79 m      |
| Lancer du javelot | Hiroko Sato Japon                                                        | 48,15 m (CR)      | Fujie Abe Japon                                                 | 47,34 m      | Elizabeth Davenport Inde                              | 44,82 m      |